# 科里·亚历山大
科里·林恩·亚历山大（英語：Cory Lynn Alexander，1973年6月22日—），美国NBA联盟职业篮球运动员。他在1995年的NBA选秀中第1轮第29顺位被圣安东尼奥马刺选中。